# 李济刚
李济刚（朝鲜语：／ Ri Jekang，1930年—2010年6月2日），原朝鲜劳动党中央委员会第一副部长、最高人民会议代议员，曾获金日成勋章。
李济刚毕业于金日成综合大学，先后担任过党中央组织指导部指导员、组织指导部副部长兼金正日办公室 主任。2001年起任组织指导部第一副部长。2010年6月2日，朝鲜媒体报道李济刚因车祸丧生。不过由于他与朝鲜劳动党第二号人物张成泽一直以来的竞争关系，外界也有猜测他可能是被暗杀身亡。